# 华与华
华与华是一间主营品牌设计及营销策划的公司，该公司以超级符号理论而闻名，且曾为蜜雪冰城、正新鸡排、绝味鸭脖、华莱士、海底捞、新东方等品牌做过品牌标识、吉祥物、产品包装等品牌元素设计及部分营销策划